# アーヴィオ
アーヴィオ（イタリア語: Avio）は、イタリア共和国トレンティーノ＝アルト・アディジェ州トレント自治県にある、人口約4,100人の基礎自治体（コムーネ）。

## 地理

### 位置・広がり
トレント自治県最南端のコムーネ。ロヴェレートから南南西へ19km、ヴェローナから北へ33km、県都トレントから南南西へ41kmの距離にある。

#### 隣接コムーネ
隣接するコムーネは以下の通り。括弧内のVRはヴェローナ県所属を示す。
- アーラ
- ブレントーニコ
- ブレンティーノ・ベッルーノ (VR)
- ドルチェー (VR)
- フェッラーラ・ディ・モンテ・バルド (VR)
- マルチェージネ (VR)
- サンタンナ・ダルファエード (VR)

## 行政

### 分離集落
アーヴィオには、以下の分離集落（フラツィオーネ）がある。
- Borghetto sull'Adige, Mama, Masi, Sabbionara, Vò Destro, Vò Sinistro, Loc. San Leonardo

### Comunita di valle
トレント自治県が設置した広域行政組織 Comunita di valle「ヴァッラガリーナ」 (it:Comunita della Vallagarina)  （事務所所在地: ロヴェレート）に属する。

## 住民

### 言語
| 少数言語話者の割合（2011年） | 少数言語話者の割合（2011年） | 少数言語話者の割合（2011年） | 少数言語話者の割合（2011年） | 少数言語話者の割合（2011年） |
| ---------------------------- | ---------------------------- | ---------------------------- | ---------------------------- | ---------------------------- |
|                              |                              |                              |                              |                              |
| ラディン語                   | ラディン語                   |                              | 0.2%                         | 0.2%                         |
| モケーニ語                   | モケーニ語                   |                              | 0.0%                         | 0.0%                         |
| チンブロ語                   | チンブロ語                   |                              | 0.0%                         | 0.0%                         |

2011年10月9日に行われた国勢調査によれば、若干のラディン語話者がいる。